# The Dying of the Light
The Dying of the Light è un singolo della band britannica Noel Gallagher's High Flying Birds, il quinto estratto dall'album Chasing Yesterday. Il brano, scritto da Noel Gallagher, è stato pubblicato l'11 dicembre 2015 in download digitale e nel formato 45 giri, insieme ad una versione "demo" della canzone The Girl with X-Ray Eyes.

## Tracce
Lato A
1. The Dying of the Light – 5:11 (Noel Gallagher)

Lato B
1. The Girl with X-Ray Eyes (Demo) – 3:25 (Noel Gallagher)